# Rasmus Lindh
Rasmus Lindh (Göteborg, 6 juli 2001) is een Zweeds autocoureur.

## Carrière
Lindh maakte zijn autosportdebuut in het karting op zesjarige leeftijd, voordat hij in 2009 professioneel aan kampioenschappen ging deelnemen. Hij won diverse kampioenschappen in Zweden en nam deel aan het officiële Europese kartkampioenschap.
In 2018 maakte Lindh zijn debuut in het formuleracing, waarin hij naar de Verenigde Staten verhuisde om deel te nemen aan de U.S. F2000 bij het team Pabst Racing Services. Hij stond in vijf races op het podium, maar wist geen races te winnen. Desondanks werd hij met 238 punten tweede in de eindstand achter de dominerende Kyle Kirkwood, die twaalf van de veertien races won.
In 2019 maakte Lindh de overstap naar het Indy Pro 2000 Championship, waarin hij voor Juncos Racing uitkwam. Hij won twee races op de Indianapolis Motor Speedway en voegde hier in de seizoensfinale op Laguna Seca een derde zege aan toe. In tien andere races stond hij op het podium. Met 417 punten eindigde hij als tweede in het klassement, slechts twee punten achter Kirkwood. Tevens nam hij dat jaar deel aan een raceweekend van de Scandinavische Porsche Carrera Cup op Mantorp Park als gastrijder, waar hij de races als zesde en negende finishte.
In 2020 zou Lindh oorspronkelijk deelnemen aan de Indy Lights bij het team Belardi Auto Racing, maar het seizoen werd afgelast vanwege de coronapandemie. In plaats daarvan nam hij dat jaar deel aan de IMSA Prototype Challenge, waarin hij vanaf de tweede race bij Performance Tech Motorsports instapte. Hij behaalde twee podiumfinishes op Road America en de Mid-Ohio Sports Car Course en werd twaalfde in het klassement met 132 punten. Ook kwam hij opnieuw uit als gastcoureur in een raceweekend van de Scandinavische Porsche Carrera Cup, ditmaal op het Ring Knutstorp, waar hij de races als dertiende en zesde finishte. Aan het eind van het seizoen keerde hij terug in de Indy Pro 2000 voor het laatste raceweekend op het Stratencircuit Saint Petersburg bij Turn 3 Motorsport als vervanger van Antoine Comeau en eindigde de races als zesde en vierde.
In 2021 nam Lindh deel aan de 24 uur van Daytona voor het team Performance Tech Motorsports en werd zesde in de LMP3-klasse.